# Jericho Rosales
Pour les articles homonymes, voir Jéricho (homonymie).
Jericho Rosales (né le 22 septembre 1977) est un acteur et chanteur philippin.